# Spongia catarinensis
Spongia catarinensis är en svampdjursart som beskrevs av Mothes, Kasper, Lerner, Campos och Carraro 2006. Spongia catarinensis ingår i släktet Spongia och familjen Spongiidae. Inga underarter finns listade i Catalogue of Life.